# CANT 6
El CANT 6 era un hidroavión diseñado para el servicio militar italiano en 1925. Era un biplano de grandes dimensiones con un diseño convencional y tres motores montados en góndolas. Solo se produjo un único ejemplar en su configuración militar original, seguido de otros dos aviones rediseñados como aviones de pasajeros de 11 asientos. Uno de estos fue retenido por CANT, pero el otro ingresó al servicio de línea aérea con Società Italiana Servizi Aerei.

## Variantes
- CANT 6 Bombardero, uno construido

- CANT 6ter Avión de pasajeros, dos construidos

## Usuarios
- Reino de Italia

## Especificaciones (6ter)
-Tripulación: 3.
-Capacidad: 11 pasajeros.
-Velocidad máxima: 190 km hora.
-Longitud: 14,94 metros.